# Boronia warrumbunglensis
Boronia warrumbunglensis är en vinruteväxtart som beskrevs av Peter Henry Weston. Boronia warrumbunglensis ingår i släktet Boronia och familjen vinruteväxter. Inga underarter finns listade i Catalogue of Life.